# Trường phái kinh tế học vĩ mô tổng hợp
Kinh tế học vĩ mô tổng hợp là một trường phái kinh tế học vĩ mô dựa trên việc tổng hợp các học thuyết của kinh tế học tân cổ điển với kinh tế học vĩ mô Keynes.

## Đặc điểm
Trường phái này lấy cân bằng tổng thể của kinh tế học tân cổ điển làm khung, bổ sung thêm lý luận cầu hữu hiệu của kinh tế học Keynes, và sử dụng tích cực phân tích IS-LM của Hicks. Phái này cho rằng dựa vào chính sách điều chỉnh cầu hữu hiệu của nhà nước có thể đạt được trạng thái toàn dụng lao động như kinh tế học tân cổ điển nhìn nhận và đẩy mạnh được tăng trưởng kinh tế. Các mô hình kinh tế lượng sẽ giúp nhà nước tính toán và điều chỉnh cầu hữu hiệu một cách hiệu quả.

## Hình thành, phát triển và thoái trào
Trường phái này hình thành trước tiên ở Mỹ vào thập niên 1950, với các đại biểu như Paul Anthony Samuelson, James Tobin và Franco Modigliani. Song, chính Hicks là người sử dụng phân tích IS-LM để diễn giải lý luận của Keynes dưới hình thức cân bằng tổng thể đã mở đầu trường phái này. Tuy nhiên, phân tích IS-LM mới đầu của Hicks không làm được một việc theo ý Keynes là gắn khu vực kinh tế thực với khu vực tiền tệ. Trường phái kinh tế học vĩ mô tổng hợp đã giải quyết được thiếu sót này của Hicks bằng đường cong Phillips. Đường này cho thấy khi việc làm tăng lên (nghĩa là thất nghiệp giảm) thì lạm phát cũng gia tăng.
Trường phái đạt đến thời kỳ hoàng kim trong thập niên 1960. Nó là phái chủ lưu trong tư tưởng kinh tế học vĩ mô lúc đó. Chính quyền Kennedy ở Mỹ và chính quyền nhiều nước phương Tây khác đã tích cực áp dụng học thuyết của trường phái này.
Sang thập niên 1970, liên tiếp những cuộc khủng hoảng kinh tế lớn nổ ra, thất nghiệp và lạm phát cùng gia tăng (đình lạm). Ngoài ra, thâm hụt ngân sách và thâm hụt thương mại xảy ra đồng thời (thâm hụt kép). Các lý luận của kinh tế học vĩ mô tổng hợp không giải thích nổi những hiện tượng kinh tế nói trên, nên bắt đầu thoái trào.